# Hájek (kraj karlowarski)
Hájek – gmina w Czechach, w powiecie Karlowe Wary, w kraju karlowarskim. Według danych z dnia 1 stycznia 2013 liczyła 512 mieszkańców.